# Bernardo de Vasconcelos
Bernardo Vaz Lobo Teixeira de Vasconcelos, O.S.B. (São Romão do Corgo, Celorico de Basto, 7 de julho de 1902 – Foz do Douro, 4 de julho de 1932), mais conhecido por Frei Bernardo de Vasconcelos, foi um poeta místico e monge beneditino que, apesar de ter falecido a poucos dias de completar 30 anos de idade, deixou uma importante obra poética de inspiração católica. Foi autor de vários livros, um dos quais, Cântico de Amor, foi publicado no próprio dia do seu falecimento.

## Biografia
Bernardo de Vasconcelos nasceu em São Romão do Corgo, Celorico de Basto, no dia 7 de julho de 1902, filho do Doutor Manuel Joaquim da Cunha Maia Teixeira de Vasconcelos, senhor da Casa do Marvão e, naquela altura, Delegado da Procuradoria Régia em Cabeceiras de Basto e de D. Filomena da Conceição Vaz Lobo, da Casa do Outeiro, em Molares. Foi batizado no dia 5 de agosto de 1902 pelo pároco Francisco de Almeida Barreto na Igreja de São Romão.
Em 1912 foi estudar para o Colégio de Lamego e, em 1918, matriculou-se na Universidade de Coimbra, pensando seguir a Marinha. Tendo adoecido, interrompeu os estudos e empregou-se num Banco, na cidade do Porto. 
Em 1922 matriculou-se na Faculdade de Direito da Universidade de Coimbra, tendo sido vice-presidente do C.A.D.C. (Centro Académico de Democracia Cristã), secretário da redação da revista Estudos e membro das Conferências de São Vicente de Paulo. Por esta altura, trocou correspondência com Joaquim Pereira Teixeira de Vasconcelos, mais conhecido por Teixeira de Pascoaes, poeta amarantino que era seu parente e amigo. Nunca se encontraram, mas tinham uma grande admiração e estima um pelo outro. Teixeira de Pascoaes diria, em carta a uma sua irmã, que Frei Bernardo de Vasconcelos foi "o maior e mais perfeito amigo que Deus me concedeu".
Em Agosto de 1924 entrou no Mosteiro de Singeverga, fez o noviciado e professou no Mosteiro de Samos (na Galiza, em Espanha) com o nome de Frei Bernardo da Anunciada. Partiu para a Bélgica em 1926 para estudar Teologia, mas foi-lhe diagnosticada a doença de Pott, ou tuberculose vertebral, que o fez regressar ao Porto. Viveu um calvário de seis anos, enquanto prosseguiu os estudos em Teologia no Porto, uma vez que a sua grande aspiração era o sacerdócio. Quando já estava admitido a Ordens Maiores, a doença impediu-o de atingir essa meta. Ficou então subdiaconado.
Faleceu em São João da Foz do Douro, no dia 4 de julho de 1932, três dias antes de completar 30 anos. Foi sepultado no cemitério da Foz sendo posteriormente trasladado para o cemitério de Molares, em Celorico de Basto. Um ano depois foi sepultado no interior da Igreja Paroquial de São Romão do Corgo, na sua terra natal.
Frei Bernardo de Vasconcelos foi declarado Venerável pela Sessão dos Cardeais e Bispos Membros da Congregação para a Causa dos Santos, prevista na Constituição Apostólica, “Divinus perfectionis magister”, do Papa João Paulo II que assim reconheceu as suas “virtudes em grau heróico”.
Decorre o processo para a sua beatificação.